# Startbuch
Der Besitz des Startbuches ist eine der Zulassungsvoraussetzungen für Turnierpaare (Einzelwettbewerbe) oder Einzeltänzer Formationstanzen im Bereich des Tanzsports. Das Startbuch muss eine Startkarte mit einer für das laufende Jahr gültigen Startmarke enthalten und gilt für eine der folgenden Sektion:
- Einzelwettbewerbe (d. h. „einzelne“ Turnierpaare); In der Regel besitzt nur der Herr ein Startbuch. Dort werden dann auch die Daten der aktuellen Dame eingetragen.
  - Standardtänze: gelb
  - Lateinamerikanische Tänze: rot

- Formationstanz (jeder Tänzer besitzt sein eigenes Startbuch)
  - Standardtänze: weiß
  - Lateinamerikanische Tänze: grün

Auch die Wertungsrichter und Turnierleiter/Beisitzer verfügen über einen ähnlichen Lizenznachweis in Form eines Büchleins, nur ist dieses grau.

## Eintragungen im Startbuch
Im Startbuch werden alle Turniere verzeichnet, an denen das Paar bzw. die Formation aktiv teilnimmt. Zusätzlich zu Datum, Ausrichter und Art des Turnieres werden von der jeweiligen Turnierleitung die Platzierung auf dem Turnier und bei Einzelwettbewerben zusätzlich die Anzahl der auf dem Turnier erzielten und die gesamten Aufstiegspunkte sowie die nächste Startklasse eingetragen. Bei Einzelpaaren kann die Dame zusätzlich zum obligatorischen Startbuch des Herren, ebenfalls ein eigenes (blaues) Startbuch besitzen, in der in gleicher Art Eintragungen über die absolvierten Turniere gemacht werden.
Die erste Seite eines Startbuches ist mit dem Vereinsstempel zu versehen. Des Weiteren muss der Name des Landestanzsportverbandes sowie bei Einzelpaaren die Partner in chronologischer Reihenfolge eingetragen werden. Bei Formationen muss zusätzlich ein Passbild des Startbuchinhabers fest mit dem Startbuch verbunden werden.

## Startkarte und Startmarke
Bei Turnierpaaren sind auf der Startkarte der Name des Herren, der Name der Dame, die Geburtsdaten, die Nationalität beider Partner sowie der Verein, für den das Paar startet, und der Name des zugehörigen Landestanzsportverbandes eingetragen.
Bei Formationen findet sich der Name des Inhabers, die Vereinszugehörigkeit, der Formationsname sowie die Nationalität des Inhabers auf der Startkarte.
Die Startmarke muss jedes Jahr erneut erworben und in dem dafür vorgesehenen Feld auf der Startkarte eingeklebt werden.